# Ferdinand Filip af Orléans
Prins Ferdinand Filip af Orléans (fransk: Ferdinand-Philippe d'Orléans; 3. september 1810 - 13. juli 1842) var en fransk prins, der var tronfølger i Frankrig fra 1830 til 1842.
Ferdinand Filip var den ældste søn af Louis Philippe, hertug af Orléans (den senere kong Ludvig-Filip af Frankrig) og Maria Amalia af Napoli og Sicilien. Han blev født i eksil på sin mors hjemø Sicilien og var arving til Huset Bourbon-Orléans fra fødslen, hvor han fik den traditionelle titel Hertug af Chartres (fransk: Duc de Chartres). Efter sin fars tiltræden som fransk konge i 1830, blev han tronfølger med titlen kongelig prins og efterfølgende hertug af Orléans (fransk: Duc d'Orléans), den titel, som han er bedst kendt under. Han døde som 31-årig i 1842, og han kom derfor hverken til at efterfølge sin far eller opleve Julimonarkiets sammenbrud og sin families efterfølgende eksil i England.

## Biografi

### Fødsel og familie
Prins Ferdinand Filip af Orléans blev født den 3. september 1810 som det første barn født i ægteskabet mellem Louis Philippe, hertug af Orléans (den senere kong Ludvig-Filip af Frankrig) og prinsesse Maria Amalia af Napoli og Sicilien. Hans far var søn af hertug Ludvig Filip af Orléans (der under den Franske Revolution tog navnet Philippe Égalité) og var overhoved for Huset Bourbon-Orléans, en sidelinje til det franske kongehus, der nedstammede fra kong Ludvig 13. af Frankrig. Hans mor var datter af kong Ferdinand af Napoli og Sicilien og Maria Karolina af Østrig. Han var oldesøn af Ludvig Filip 1. af Orléans, Karl 3. af Spanien, den tysk-romerske kejser Frans 1. Stefan og kejserinde Maria Theresia af Østrig. 
Prins Ferdinand Filip blev født i Palazzo dei Normanni i Palermo i sin mors hjemland Kongeriget Sicilien, hvor hans forældre var i eksil under Napoleonskrigene. Han fik det i Huset Orléans sjældne fornavn  Ferdinand  til ære for sin morfar kong Ferdinand. Som den ældste søn af hertugen af Orléans, fik han fra fødslen tildelt titlen Hertug af Chartres (fransk: Duc de Chartres), der var den traditionelle titel for arvingen til Huset Bourbon-Orléans. I familien var han således blot kendt som Chartres.
Prins Ferdinand Filip fik otte yngre søskende og var bror til bl.a. Louise af Orléans (gift med Leopold 1. af Belgien og mor til Leopold 2. af Belgien) og Clémentine af Orléans (mor til Ferdinand 1. af Bulgarien)

### Opvækst
Den unge prins, som var tre år gammel ved Napoleons fald, kom til Frankrig for første gang i 1814 og bosatte sig der permanent med sin familie i 1817. Han gik i skole på College Henri IV, hvor han blev venner med blandt andet forfatteren Alfred de Musset og byplanlæggeren Georges Eugène Haussmann.
Ved sin fars tiltræden som fransk konge under Julirevolutionen i 1830, blev han tronfølger med titlen kongelig prins og efterfølgende hertug af Orléans.

### Ægteskab og børn
Ferdinand Filip blev gift den 30. maj 1837 på Château de Fontainebleau i Fontainebleau i Frankrig. Han blev gift med Helene af Mecklenburg-Schwerin (en datter af arvestorhertug (kronprins) Frederik Ludvig af Mecklenburg-Schwerin)
Ferdinand Filip og Helene fik to sønner:
- Filip (1838-1894), greve af Paris

∞ 1853 med Marie Isabelle af Orléans (1848-1919). Morfar til Henrik af Paris.
- Robert (1840-1910), hertug af Chartres

∞1862 med Françoise af Orléans (1844-1925). Far til prinsesse Marie af Orléans (gift med prins Valdemar af Danmark, der var søn af Christian 9. af Danmark). Desuden far til Henri, prins af Orléans og Jean af Guise samt farfar til Henrik af Paris.

### Senere liv
Ferdinand Filip døde som følge af en rideulykke 13. juli 1842 i Sablonville, Neuilly-sur-Seine, Frankrig.